# Syringe
Syringe var ett garagerockband från Trelleborg i södra Skåne. 
Bandet var verksamt mellan 2003 och 2008 och utvecklade ett sound med tydliga influenser ur punkens budskap, attityd och sound. Själva förklarade bandet sin musik som aggressiv, stökig, passionerad och rå. I oktober 2005 släppte bandet sin första skiva "The Enigma Of Human Mankind". Skivan behandlar ämnen som droger, politik och kärlek och ifrågasätter starkt USA:s position som världsledande nation. Syringe bytte namn till The Marcel Prostitutes i augusti 2009, då bandet bytte sångare. 

## Diskografi
Studioalbum
- 1999 – Syringe

Singlar
- "On the Other Side" / "Fightless Birds"
- "Sherry" / "Sloth"